# NGC 3892
NGC 3892 é uma galáxia espiral barrada (SB0-a) localizada na direcção da constelação de Crater. Possui uma declinação de -10° 57' 44" e uma ascensão recta de 11 horas, 48 minutos e 01,0 segundos.
A galáxia NGC 3892 foi descoberta em 4 de Março de 1786 por William Herschel.